# Santa Maria de Souto
Santa Maria de Souto (llamada oficialmente Souto (Santa Maria)) era una freguesia portuguesa del municipio de Guimarães, distrito de Braga.

## Historia
Fue suprimida el 28 de enero de 2013, en aplicación de una resolución de la Asamblea de la República portuguesa promulgada el 16 de enero de 2013 al unirse con las freguesias de Gondomar y São Salvador de Souto, formando la nueva freguesia de Souto Santa Maria, Souto São Salvador e Gondomar.